# Arnold Parsons
Arnold Stewart Parsons (ur. 25 grudnia 1926 w Londynie, zm. 28 września 2022) – brytyjski zapaśnik walczący w stylu wolnym. Olimpijczyk z Londynu 1948, gdzie odpadł w eliminacjach w kategorii 62 kg.
Brązowy medalista igrzysk Imperium Brytyjskiego w 1950, gdzie reprezentował Anglię.
Czterokrotny mistrz kraju w: 1944, 1945, 1946 (58 kg) i 1948 (63 kg).
- Turniej w Londynie 1948

Pokonał Sarjarao Suryavanshiego z Indii i Włocha Marco Gavelliego a przegrał z Adolfem Müllerem ze Szwajcarii i Antoine Raeymaekersem z Belgii.